# Tephrosia sparsiflora
Tephrosia sparsiflora är en ärtväxtart som beskrevs av H.M.L.Forbes. Tephrosia sparsiflora ingår i släktet Tephrosia och familjen ärtväxter. Inga underarter finns listade i Catalogue of Life.